# Prionyx leuconotus
Prionyx leuconotus är en biart som först beskrevs av F. Morawitz 1890.  Prionyx leuconotus ingår i släktet Prionyx och familjen grävsteklar. Inga underarter finns listade i Catalogue of Life.